# ژیانگجونوسور
ژیانگجونوسور (نام علمی: Jiangjunosaurus) نام یک سرده از راسته پرنده‌کفلان است.